# Salto en esquí en los Juegos Europeos
El salto en esquí en los Juegos Europeos se realizó por primera vez en los Juegos Europeos de Cracovia 2023, en la modalidad de verano. El evento es organizado por los Comités Olímpicos Europeos, junto con la Federación Internacional de Esquí (FIS).

## Ediciones
| Núm. | Año  | Sede                 | Instalación                 |
| ---- | ---- | -------------------- | --------------------------- |
| —    | 2015 | Bakú ( Azerbaiyán)   | No realizado                |
| —    | 2019 | Minsk ( Bielorrusia) | No realizado                |
| I    | 2023 | Zakopane ( Polonia)  | Centro de Esquí de Zakopane |

## Medallero
- Actualizado a Cracovia 2023.

| Núm. | País      | Oro | Plata | Bronce | Total |
| ---- | --------- | --- | ----- | ------ | ----- |
| 1    | Austria   | 3   | 2     | 1      | 6     |
| 2    | Eslovenia | 1   | 2     | 1      | 4     |
| 3    | Polonia   | 1   | 0     | 0      | 1     |
| 4    | Noruega   | 0   | 1     | 0      | 1     |
| 5    | Alemania  | 0   | 0     | 2      | 2     |
| 6    | Suiza     | 0   | 0     | 1      | 1     |
|      | TOTAL     | 5   | 5     | 5      | 15    |